# LazyTown – The New Album
LazyTown – The New Album (pol. Leniuchowo – Nowy Album) – ścieżka dźwiękowa serialu Leniuchowo, zawierająca muzykę z drugiej serii i częściowo w pierwszej, oraz różne remiksy piosenek. Płytę wydano tylko w Wielkiej Brytanii 15 października 2006.
Album zawiera CD z piosenkami i DVD z wersjami karaoke i interaktywną grą.

## Lista utworów
1. W Leniuchowie leniuchów brak
2. Bing Bang (wersja rockowa)
3. Gdy nasz zespół gra
4. Of jutra coś
5. We Got The Energy
6. Cyrkowa piosenka
7. Graj, nie przestawaj
8. Jestem wielkim dżinem
9. Techno Generacja
10. Story Time
11. Give Me Snow
12. Uwielbiamy nasz plac zabaw
13. Codziennie nowa gra
14. Ze mną ruch
15. Leniwe rakiety
16. Ja tańczyć chcę
17. Uczmy się
18. Zabawnie być burmistrzem
19. Kolory
20. Piosenka o sprzątaniu
21. Bing Bang (Time to Dance) (mix)
22. Czołówka (wersja świąteczna)
23. Wszystko jest możliwe
24. Good to Be Bad
25. Bing Bang (wersja cyrkowa)